# Georg Graf von Arco
Georg Wilhelm Alexander Hans Graf von Arco (Großgorschütz, Alta Silésia, Reino da Prússia (atual Gorzyce, Condado de Wodzisław, Polônia), 30 de agosto de 1869 — Berlim, 5 de maio de 1940) foi um físico alemão.
Em 27 de maio de 1903 foi um dos co-fundadores da Telefunken. Até 1930 foi um dos dois diretores da companhia da área técnico-científica e teve papel de liderança no desenvolvimento de transmissores de alta potência. Juntamente com seu professor Adolf Slaby foi fundamental na descoberta e desenvolvimento da tecnologia de alta frequência na Alemanha. Era monista e pacifista. Em 1921/1922 foi presidente do Deutscher Monistenbund.

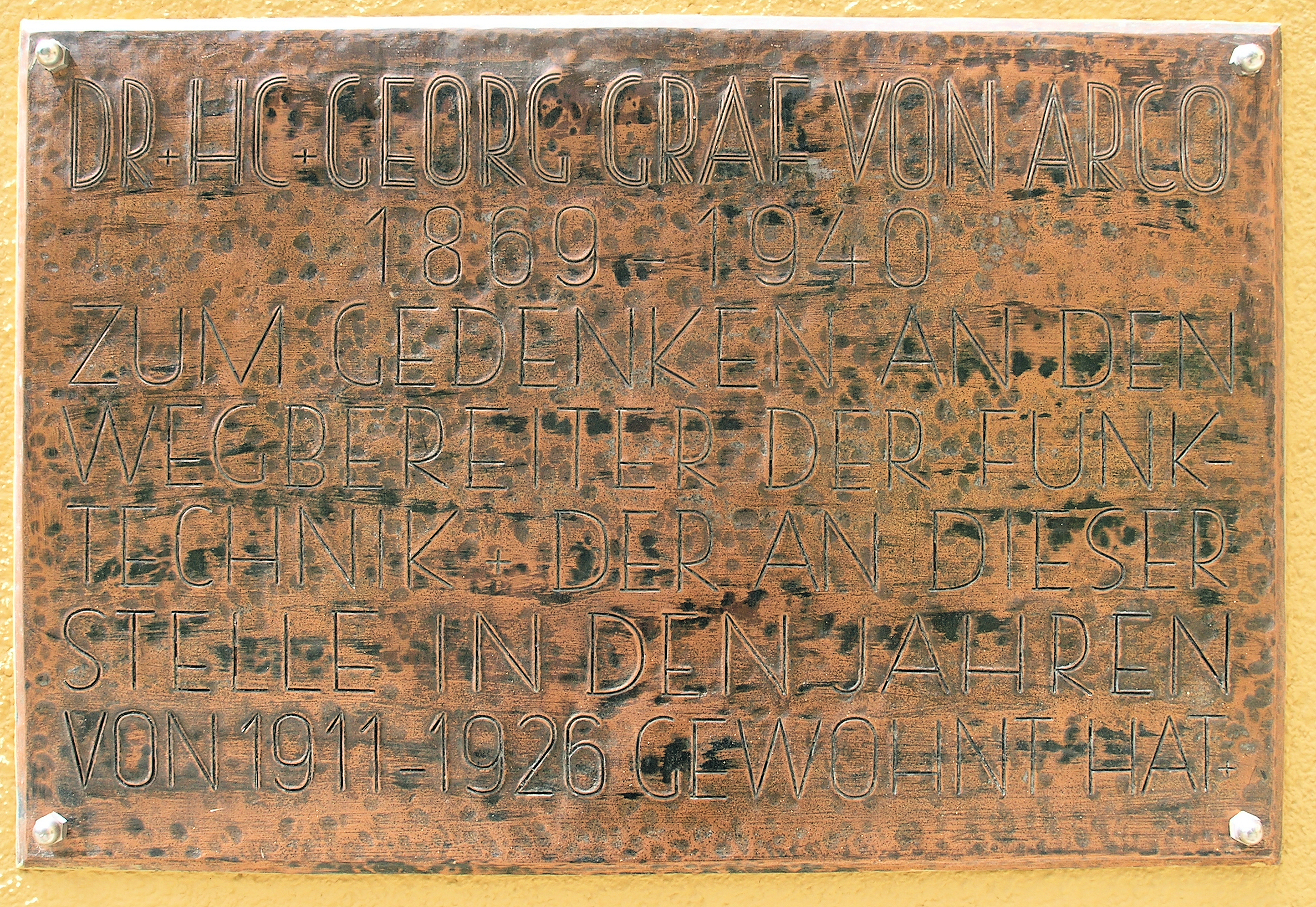
Placa comemorativa em Tempelhof

Está sepultado no Südwestkirchhof Stahnsdorf.

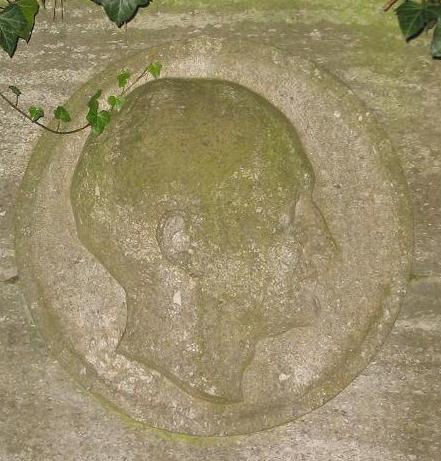
Detalhe da sepultura

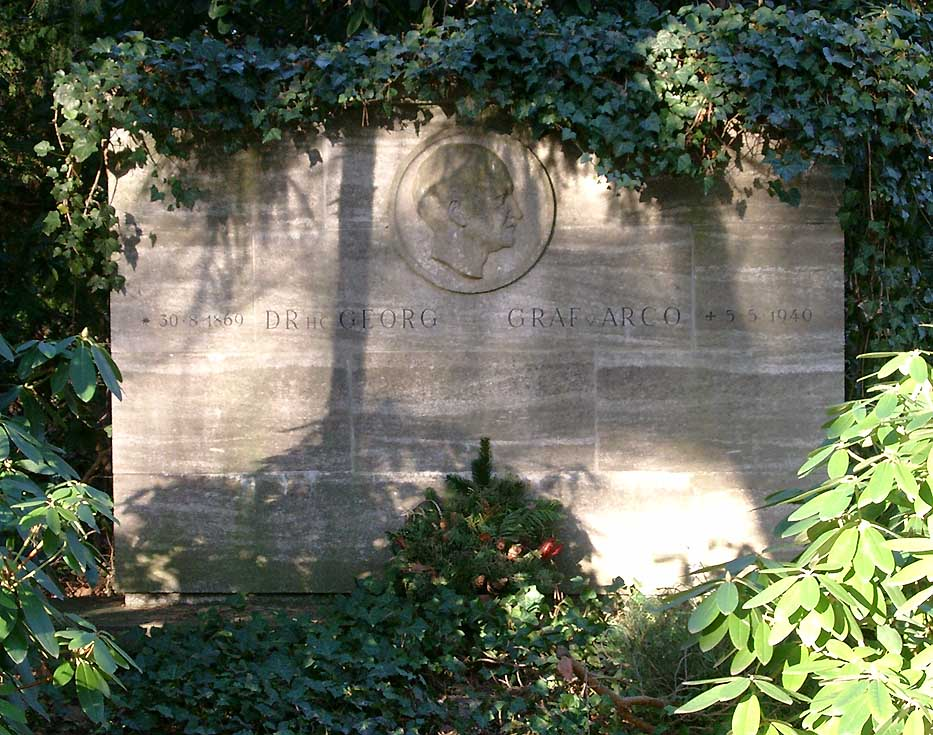
Sepultura de Georg Graf von Arco